# Sophronica paraflavipennis
Sophronica paraflavipennis är en skalbaggsart som beskrevs av Stefan von Breuning 1977. Sophronica paraflavipennis ingår i släktet Sophronica och familjen långhorningar. Inga underarter finns listade i Catalogue of Life.